# Material circulante no Metropolitano de Londres 1995

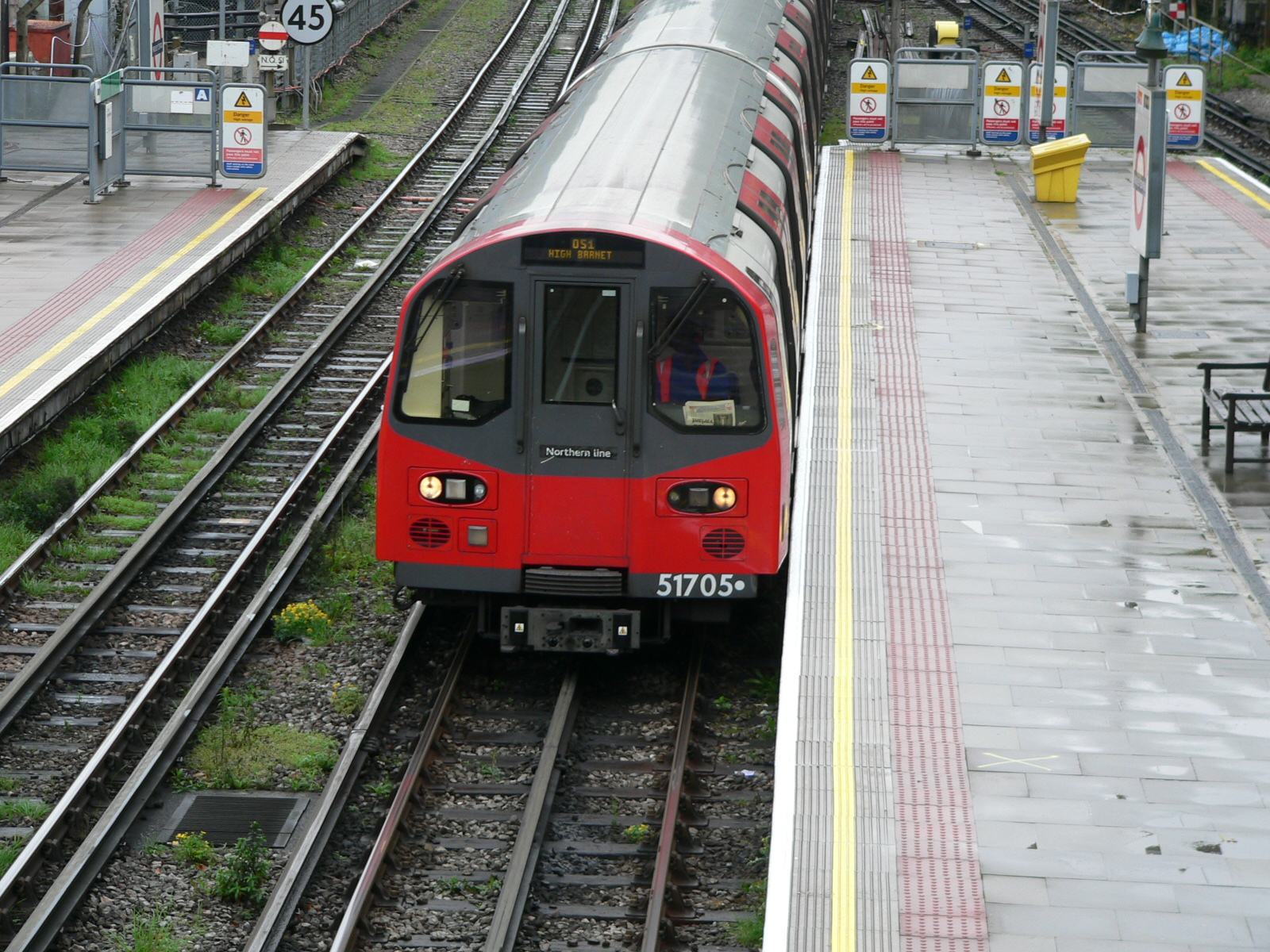
Carruagem de 1995

O Material circulante no Metropolitano de Londres 1995 foi posto ao serviço no Metropolitano de Londres em 1998, e continua ao serviço na Northern line até hoje.